# George Wallace (film)
George Wallace är en biografisk TV-film från 1997 i regi av John Frankenheimer. Titelrollen, som Alabamas ökände guvernör George Wallace, spelas av Gary Sinise.
Filmen vann tre Emmy-priser, för bästa regi (Frankenheimer), bästa manliga huvudroll (Sinise) och bästa kvinnliga biroll (Mare Winningham), och två Golden Globe-priser, för bästa TV-film och bästa kvinnliga biroll (Angelina Jolie).

## Rollista
- Gary Sinise – George C. Wallace
- Mare Winningham – Lurleen Wallace
- Clarence Williams III – Archie
- Joe Don Baker – Jim "Big Jim" Folsom
- Angelina Jolie – Cornelia Wallace
- Terry Kinney – Billy Watson
- William Sanderson – T.Y. Odum
- Mark Rolston – Ricky Brickle
- Tracy Fraim – Gerald Wallace
- Skipp Sudduth – Al Lingo
- Ron Perkins – Nicholas Katzenbach
- Mark Valley – US Attorney General Robert F. Kennedy
- Scott Brantley – Arthur Bremer
- Kathryn Erbe – Mrs. Folsom
- Steve Harris – Neal
- Bobby Kirby – James Hood
- Ketema Nelson – Vivian Malone